# حسين الديماسي
حسين الديماسي (ولد في 18 نوفمبر 1948) عين وزارة التكوين المهني والتشغيل في حكومة الوحدة الوطنية، وحسين الديماسي محرز منذ عام 1982 على شهادتي التبريز والدكتوراه في الاقتصاد.
كان أستاذًا جامعيًّا في كلية الحقوق والعلوم الاقتصادية بسوسة منذ سنة 1986 وقد تولى التدريس بكلية الحقوق والعلوم السياسية والاقتصادية بتونس في الفترة من 1973 إلى 1986 وعرف حسين الديماسي بنشاطه داخل الاتحاد العام التونسي للشغل. وكلف بالدراسات والتكوين صلب المنظمة الشغيلة. وهو متزوج وأب لأربعة أبناء.